# Lluís Escaler
Lluís Escaler i Espunyes (Oliana, 1897 - Barcelona, 1939) fue un político de Cataluña, España.
De joven se trasladó a Barcelona, donde estudió perito agrónomo y se interesó por la política. Inicialmente era simpatizante de la Lliga Regionalista, pero el carisma de Domingo Martí i Julià le llevó a militar en la Unión Catalanista, de la que pasó en 1919 a la Federació Democràtica Nacionalista y en 1922 a Estat Català. Disconforme con la actuación de Francesc Macià en 1931, dejó el partido y se pasó a Nosaltres Sols!, al tiempo que colaboraba en el Centro Comarcal Leridano y en la Asociación Protectora de la Enseñanza Catalana. Estuvo interesado por la etnografía, la filología y el folclore, y recogió oraciones populares, saludos, canciones de ronda, letrillas, pedrada y acometidas.
El 6 de febrero de 1939 fue detenido por las tropas franquistas, condenado a muerte y ejecutado el 23 de abril de 1939 en el campo de la Bota con Domènec Latorre i Soler y ocho militantes catalanistas más.